# 90279 Devětsil
(90279) Devětsil, denumire internațională (90279) Devetsil, este un asteroid din centura principală de asteroizi.

## Descriere
90279 Devětsil este un asteroid din centura principală de asteroizi. A fost descoperit pe 26 februarie 2003 la Observatorul Kleť, în cadrul proiectului KLENOT. Asteroidul prezintă o orbită caracterizată de o semiaxă mare de 2,70 ua, o excentricitate de 0,18 și o înclinație de 13,7° în raport cu ecliptica.